# Friedrich Sertürner
Friedrich Wilhelm Adam Sertürner, född 19 juni 1783 i Neuhaus (nära Paderborn), död 20 februari 1841 i Hameln, var en tysk apotekare som upptäckte morfinet.
Som apotekarlärling i Paderborn blev Sertürner den förste som lyckades isolera opiumets aktiva substans, morfin, vilket han gjorde 1803–1804. Detta var första gången som ett läkemedels effekt kunde härledas till en specifik kemisk substans. De år som följde på upptäckten ägnade Sertürner åt att kartlägga morfinets effekter på kroppen, men det var först efter 1815 som morfinet började få spridning inom sjukvården.
År 1809 öppnade Sertürner ett eget apotek i Einbeck. År 1822 köpte han Rathaus Apotheke, det största apoteket i Hameln, där han arbetade till sin död.